# Ricardo Rodulfo
Ricardo Rodulfo (Buenos Aires, Argentina), fue doctor en Psicología por la Universidad del Salvador y catedrático de la Facultad de Psicología de la Universidad de Buenos Aires donde fue profesor desde 1984.

## Biografía
Ricardo Rodulfo nació en la ciudad de Buenos Aires (República Argentina), oriundo de una familia mitad inglesa y repartida entre austríacos y vascos la otra mitad.
En 1968 se licenció como psicólogo. Desde 1970 está en pareja con Marisa Punta Rodulfo.
En sus años de estudiante y de profesional en sus comienzos dejaron su impronta en él varias figuras del psicoanálisis argentino, como Diego García Reinoso, Rafael Paz, José Bleger, Edgardo Rolla y Guillermo Maci. Sin embargo, el pediatra, psiquiatra y psicoanalista inglés Donald Woods Winnicott fue uno de sus principales referentes.
En 1972 comenzó su carrera como docente universitario, al principio en la Universidad del Salvador y más tarde en la Universidad de Buenos Aires.
Fue Profesor Consulto Titular Plenario y dirigió el posgrado Carrera de Especialización en Prevención y Asistencia Psicológica en Infancia y Niñez, así como el Programa de Actualización en Psicoanálisis de Niños y Adolescentes en la Facultad de Psicología en la UBA.
Junto con Marisa Punta Rodulfo fundó en 1992 la FECEP, institución dedicada a la formación de postgrado.

### Labor profesional
Psicoanalista especializado en la niñez y la adolescencia, sus investigaciones se han centrado en el jugar, por su influencia en el crecimiento, su importancia terapéutica y su aplicación al diagnóstico clínico.
Con ese punto de vista, abordó problemas como la relación del jugar con el lenguaje, las fobias, la depresión, la violencia, la sexualidad infantil, el autismo y el trastorno narcisista no psicótico, desarrollando una psicopatología específica para niños y adolescentes
Paralelamente, llevó a cabo una investigación clínica sobre la importancia del dibujo para los niños y su relación con el lenguaje.
Fue autor de diez libros, redactor de treinta capítulos en colaboración, orador oficial en más de cuatrocientos congresos y jornadas nacionales e internacionales, así como articulista en múltiples publicaciones en revistas especializadas.
En 2016 fue premiado con un Diploma al Mérito Konex a las Humanidades Argentinas.

## Obras

### Autor
- 1987. "Pagar de más" Compilador. Editorial Nueva Visión. ISBN: 9789506021337
- 1989. “El niño y el significante” Paidós. Editorial Kore (Austria, 1996) ed. en alemán, Editorial Artes Médicas (Brasil, 1990) ed. en portugués. ISBN 9789501241334
- 1992. "Estudios clínicos: del significante al pictograma a través de la práctica psicoanalítica". Editorial Paidós. ISBN 9789501241662
- 1995. “Trastornos narcisistas no psicóticos”. Editorial Paidós. ISBN 9789501241860
- 1997. “La problemática del síntoma”. Editorial Paidós. ISBN 9789501242126
- 1999. “Dibujos fuera del papel”. Editorial Paidós (“Desenhos fora do papel”, edición en portugués). ISBN 9789501242201
- 2004. “El psicoanálisis de nuevo. Elementos para la deconstrucción del psicoanálisis tradicional”. Editorial Eudeba. ISBN 9789502313146
- 2008. “Futuro porvenir. Ensayo sobre la actitud psicoanalítica en la clínica de niñez y adolescencia”. Editorial Noveduc. ISBN 9789875382176
- 2009. “Trabajos de la lectura, lecturas de la violencia. Lo creativo - lo destructivo en el pensamiento de Winnicott”. Editorial Paidós. ISBN 9789501242713
- 2012. “Padres e Hijos en tiempos de la retirada de las oposiciones”. Editorial Paidós. ISBN 9789501242935
- 2013. “Andamios del psicoanálisis”. Editorial Área Paidós. ISBN 9789501243024

### Obras en colaboración
- 1986. "La clínica Psicoanalítica en Niños y Adolescentes” Editorial Lugar. ISBN 9789509129092
- 2006. “Adolescencias – trayectorias turbulentas”. Capítulo “Vida, no vida, muerte, dejando la niñez. Preludio y fuga a tres voces”. Editorial Paidós. ISBN 9789501242539
- 2004. “Identidad y Lazo Social”. Capítulo “Cómo pensar la identidad en la clínica”. Grama Ediciones.
- 2004. “Proyecto Terapéutico”. Capítulo “Del cuerpo biológico al cuerpo erógeno: pictograma y potencialidad psicótica”. Editorial Paidós. ISBN 9789501242461
- 2003. “Niñez y adolescencia”. Capítulo “Interpelaciones del psicoanálisis”. Editorial APdeBA.

### Publicaciones en revistas y periódicos
- 2013. “Pulsar punzar puntuar”, Revista Actualidad Psicológica N.º 423
- 2013.  "Chicos de la pantalla",  Página 12[nota 9]
- 2013. “Obsesividad, obsesionalidad”, Revista N.º 12 Controversias en línea.[nota 10] APdeBA.
- 2013. "Jaque al edipo", Página 12[nota 11]
- 2013. "Los bebés saben jugar", Página 12[nota 12]
- 2013. "Revista Científica de Psicoterapia da Infância e da Adolescência'', Publicacao CEAPIA – Nº 22, Porto Alegre – Brasil
- 2012. “Reapropiaciones” Revista DOCTA, Asociación Psicoanalítica de Córdoba
- 2012. "Que lindo es desordenar", Página 12[nota 13]
- 2012.  "Del dolor al rencor ofuscado", Página 12[nota 14]
- 2012.  "Jubilación compulsiva", El Sigma[nota 15]
- 2012. "Hoy los padres merecen más elogios que críticas por su estilo de crianza", Clarín[nota 16]
- 2012. "Previsibilidad, más allá de la indulgencia y la violencia", Clarín[9]
- 2011. “D. W.: Winnicott: la no debida obediencia, la vida en no obediencia”, Actualidad Psicológica N.º 402
- 2010. “La dimensión ficcional de las identificaciones”, Actualidad Psicológica N.º 384, abril de 2010
- 2009. "Entrevista a Ricardo Rodulfo", Revista Sedes Brasil
- 2008. "La apertura del psicoanálisis al acontecimiento", Extensión digital
- 2008. "Crueldad y límites", Página 12[10]
- 2006. "Alcanzar la alegría a través del dolor", Página 12[nota 17]
- 2005. "La introducción del niño en el psicoanálisis. Parte II", El sigma[nota 18]
- 2005. "Un orgullo para los argentinos", La Nación[nota 19]
- 2005. "Los chicos después del Espanto", Página 12[nota 20]
- 2004. "Me han vendido una grandeza de cartón pintado, y no perdono", Página 12[nota 21]
- 2004. "Paradojas de la adolescencia", La Nación[nota 22]
- 2004. "Diserto Ricardo Rodulfo en corrientes",  Semana profesional.com
- 2004.  "Dar por terminado 1 y 2", El Sigma[nota 23]
- 2004. "Prescribir sin proscribir", El Sigma[nota 24]
- 2004. "Crecen el abuso sexual y el maltrato de chicos", Clarín[11]
- 2003. "La pulsión en Juego", El Sigma[nota 25]
- 2003. "Entrevista a Ricardo Rodulfo", El Sigma[12]
- 2000. "Una epidemia de tristeza", La Nación[13]
- 2000. "Riesgos y beneficios de la prolongación de la adolescencia", Xpsicopedagogía
- 2000. "Psicoanálisis y Pasiones", Revista Topía
- 1999. "Fobias infantiles", La Nación[14]